# Walentin Emirow
Walentin Ałlachijarowicz Emirow (ros. Валенти́н Аллахия́рович Эми́ров, lez. Валентин Аллагьяран хва Эмиррин; ur. 31 grudnia 1914 we wsi Achty w okręgu samurskim obecnie w rejonie achtynskim w Dagestanie, zm. 10 września 1942 k. Mozdoku) – radziecki lotnik wojskowy, kapitan, uhonorowany pośmiertnie tytułem Bohatera Związku Radzieckiego (1942).

## Życiorys
Urodził się w lezgińskiej rodzinie robotniczej. Skończył szkołę podstawową, a w 1933 rabfak (fakultet robotniczy) w Machaczkale, później uczył się w technikum lotniczym w Taganrogu. Od 1935 służył w Armii Czerwonej, w 1938 ukończył wojskową szkołę lotniczą w Stalingradzie, był pilotem 68 pułku lotnictwa myśliwskiego, w składzie którego brał udział w wojnie z Finlandią. Za udział w walkach otrzymał Order Czerwonego Sztandaru. W 1940 został członkiem WKP(b). W kwietniu 1940 pułk, w którym służył, został rozlokowany w Zakaukaskim Okręgu Wojskowym. Od listopada 1941 uczestniczył w wojnie z Niemcami, m.in. w rejonie miasta Ordżonikidze (obecnie Władykaukaz), a od stycznia 1942 w walkach na Krymie jako dowódca eskadry w 36 pułku lotnictwa myśliwskiego. W ciągu 3 miesięcy wykonał 25 lotów bojowych, w tym 8 szturmowych, w walkach powietrznych strącił dwa samoloty wroga. W marcu 1942 został ranny i odesłany do szpitala, po wyleczeniu w lipcu 1942 został dowódcą 926 pułku lotnictwa myśliwskiego formowanego w mieście Yevlax w Azerbejdżańskiej SRR (w składzie 219 Dywizji Lotnictwa Bombowego 4 Armii Powietrznej), w lipcu 1942 wrócił na front. 28 kwietnia 1942 nadano mu drugi Order Czerwonego Sztandaru. Do września 1942 walcząc na Froncie Zakaukaskim wykonał 170 lotów bojowych i strącił 7 samolotów wroga. 10 września 1942 w walce powietrznej strącił Me-109, jednak jego samolot również został trafiony; mimo to trafił drugi niemiecki myśliwiec, po czym wyskoczył z samolotu, jednak z powodu zbyt małej wysokości spadochron się nie otworzył, i pilot zginął. Został pochowany na miejscu śmierci, a w 1950 jego szczątki przeniesiono na cmentarz w Machaczkale. 
13 grudnia 1942 pośmiertnie otrzymał tytuł Bohatera Związku Radzieckiego i Order Lenina.

## Upamiętnienie
Jego imieniem nazwano ulice w Machaczkale, Derbencie, Izberbaszu i Belidży. W Machaczkale na budynku szkoły umieszczono poświęconą mu tablicę pamiątkową. W jego rodzinnej wsi postawiono dwa jego popiersia i nazwano szkołę jego imieniem.